# Jean Mauger
Pour les articles homonymes, voir Mauger.
Jean Mauger, né à Dieppe en 1648 et mort à Paris le 9 septembre 1722, est un médailleur français.

## Biographie
Après une formation de graveur sur ivoire, art qui florissait alors dans sa ville natale de Dieppe, Jean Mauger est appelé vers 1677 à Paris, avec son compatriote Michel Mollart (1641-1712), par Louvois. Il aura comme élève le Genevois Jean Dassier (1676-1763).
Élève de Jean Varin, Jean Mauger est médailliste de Louis XIV. Il grave 260 médailles du souverain en moins de sept ans.
Il fait partie d'une vingtaine de graveurs dont le nom est resté attaché à l'histoire du roi. Jean Warin, contrôleur général des effigies, graveur général des monnaies et directeur du balancier du Louvre, avait créé une école de graveurs qui furent les ouvriers du grand œuvre de l'histoire du roi, parmi lesquels, outre Jean Mauger, on compte Michel Molart, Pierre Aury, Léonard-Girard Hérard, Jean Hardy, Jean-Baptiste Dufour, Nicolas de La Haye, Jean Mauger, Charles-Jean-François Chéron, Jean-Jacques Clérion, Thomas Bernard 1, J. Dollin, Jacques Nilis, Hercule Le Breton et Jérôme Roussel 2.
En 1808, Joachim Le Breton estime que Mauger, qui travailla le plus à la suite des médailles de Louis XIV, a le troisième rang, après Warin et G. Dupré. Il estime que ses têtes sont belles, mais que ses revers de médaille n'égalent pas ceux de Warin, qu'il n'égale pas non plus le talent des deux premiers graveurs, mais qu'il est supérieur à tous les autres. 
En tant que médailleur du roi, il obtient un brevet de logement au palais du Louvre le 27 avril 1698, à la mort de Jean Chéron.
En 1687 et en 1688, il reçoit 900 livres a pour un poinçon et un carré représentant La Jonction des deux mers, pour la suite des médailles du roi ; 900 livres pour un modèle en cire, un poinçon et deux carrés représentant L'Entrée de la Reine à Paris, pour la même suite ; 680 livres pour un poinçon et un carré représentant La Prise des quatre villes sur le Rhin.
Joseph Roëttiers (1635-1703) travailla avec les graveurs Jean Mauger, Henri Rousselle, Michel Molart et autres, à la suite de l'histoire métallique du règne de Louis XIV.
Il est marié à Élisabeth Clay ou de Clay, fille de Jean Clay, orfèvre, et a au moins deux enfants : Marie-Thérèse, baptisée le 11 novembre 1703 et Estienne Romain, baptisé le 6 juillet 1707.
Ses médailles de ports et arsenaux, de Rochefort (1666), de Toulon (1680) et de Brest (1681) furent frappées en 1701,.

## Œuvres
- Louis XIV, prise de Thionville en 1643.
- Louis XIV, prise de Stenay, 1654.
- Louis XIV, la colonie de Madagascar, 1665[9].
- Louis XIV, prise de Namur, 1692[10].

## Galerie

Médailles de Jean Mauger
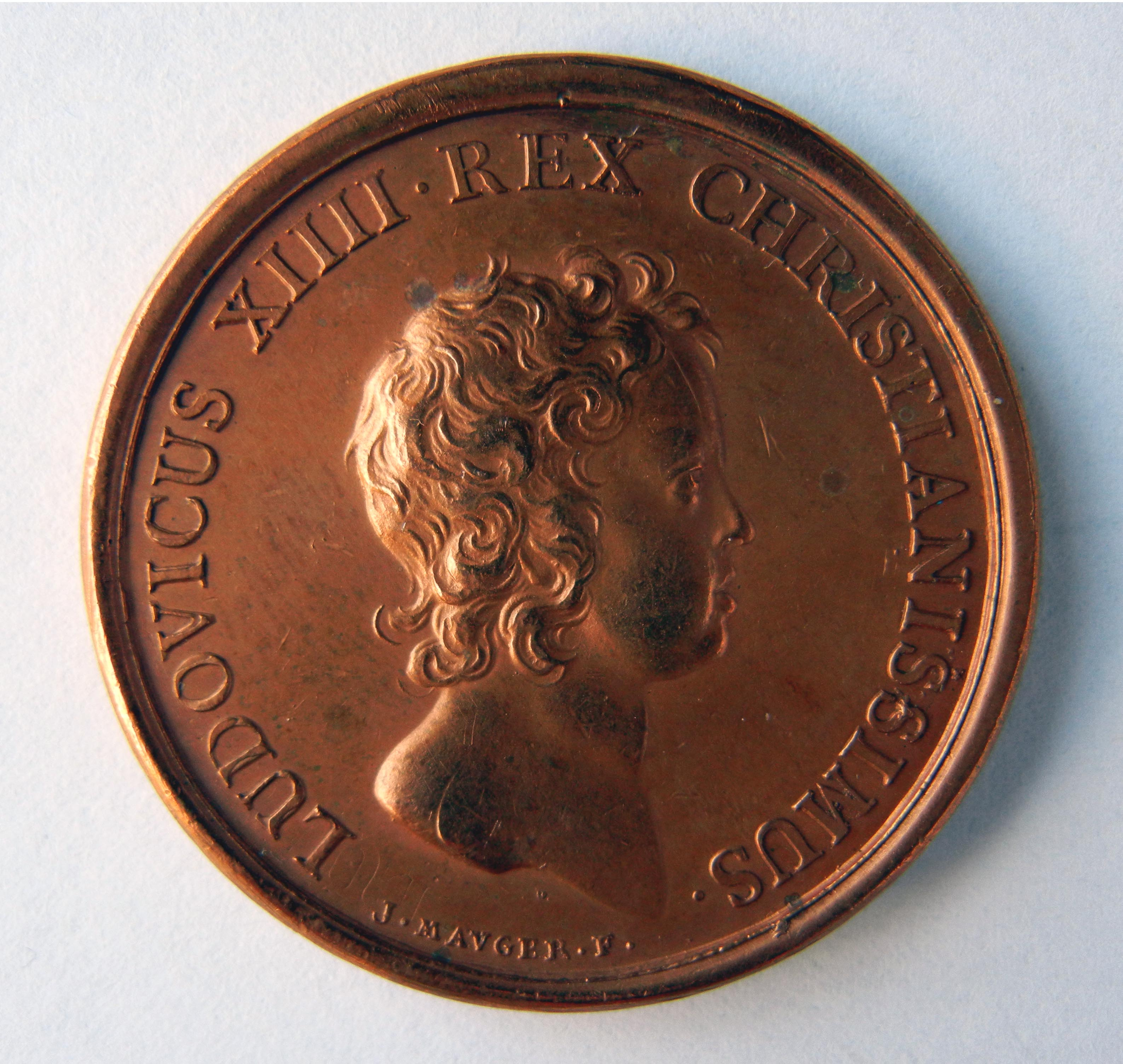
Louis XIV, médaille émise en mémoire de son 5e anniversaire, année de son accession au trône et de la prise de Thionville en 1643 par le Grand Condé, avers.
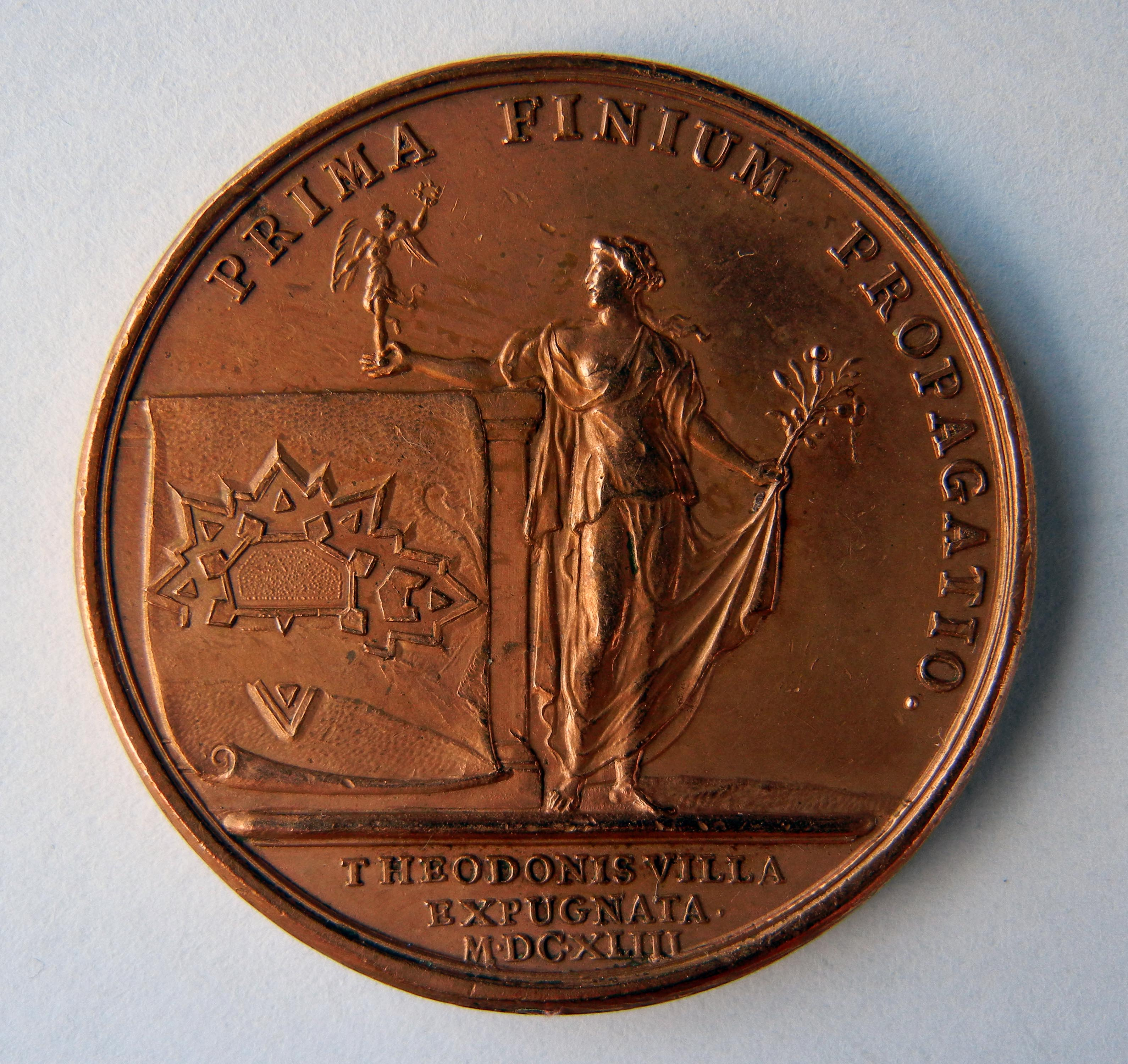
Louis XIV, médaille émise en mémoire de son 5e anniversaire, année de son accession au trône et de la prise de Thionville en 1643 par le Grand Condé, revers.
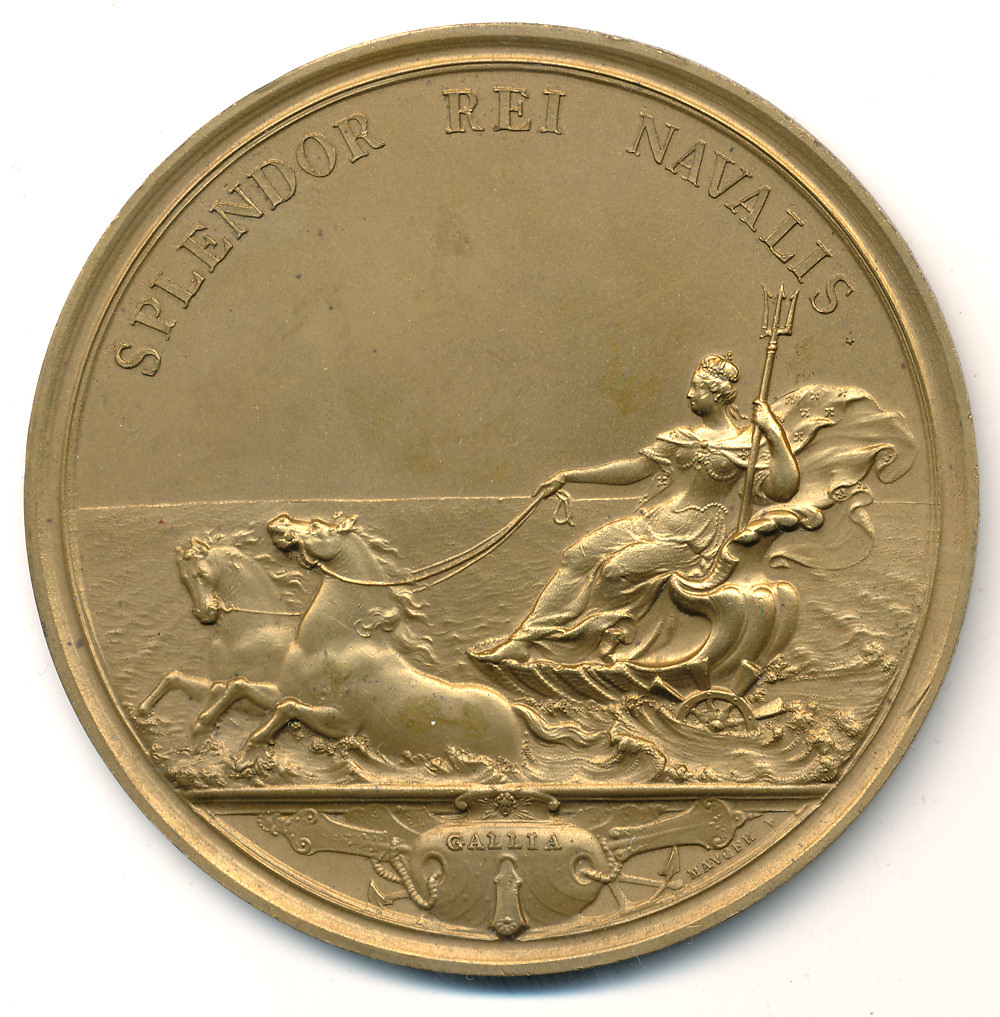
La Marine florissante, 1693, bronze, 72 mm, revers.

### Sources
- (en) Leonard Forrer, Biographical dictionary of medallists-coin, gem, and seal-engravers, mint-masters, etc., ancient and modern, vol. 3, Londres, Spink and Son, 1907, p. 616-7.
- Michel Claude Guibert, Michel Hardy, Mémoires pour servir à l'histoire de la ville de Dieppe, t. I, Rouen, Ch. Métairie, A. Leblanc, 1878, p. 374-5.
- Émile Haag, La France protestante, t. 7, Paris, Librairie Sandoz et Fischbacher, 1854, p. 336.
- Louis de Rouvroy de Saint-Simon, Mémoires de Saint-Simon, Paris, Hachette, 1893.